# Пјетро Антонио Каталди
Пјетро Антонио Каталди (итал. Pietro Antonio Cataldi; Болоња, 15. април 1552 — Болоња, 11. фебруар 1626) је био италијански математичар и астроном. Школске 1583/1584. године преузео је позицију предавача математике на Болоњском Универзитету од Ињација Дантија.
Рођен је у Болоњи 15. априла 1552.